# Johnny Coles
Johnny Coles (3 de julio de 1926, Trenton, Nueva Jersey – 21 de diciembre de 1997, Filadelfia, Pensilvania) fue un trompetista de jazz estadounidense.

## Trayectoria
Coles pasó sus primeros años de carrera tocando con grupos de R&B, incluidos los de Eddie Vinson (1948-1951), Bull Moose Jackson (1952), y Earl Bostic (1955-1956). En 1956 pasó al Jazz, incorporándose al grupo de James Moody, en el que toca de 1956 a 1958, y después toca con la orquesta de Gil Evans entre 1958 y 1964, incluyendo el álbum de Miles Davis, Sketches of Spain. Después pasó un tiempo con Charles Mingus en su sexteto, que también incluyó a Eric Dolphy, Clifford Jordan, Jaki Byard, y Dannie Richmond. Luego toca con Herbie Hancock (1968-1969), Ray Charles (1969-1971), Duke Ellington (1971-1974), Art Blakey (1976), Dameronia, Mingus Dynasty, y la Count Basie Orchestra, bajo la dirección de Thad Jones (1985-1986).
Coles, apodado "el Pequeño Johnny C", grabó como líder varias veces en el transcurso de su carrera. Murió de cáncer en 1997.

## Discografía

### Como líder
- The Warm Sound (Epic, 1961)
- Little Johnny C (Blue Note, 1963)
- Katumbo (Dance) (Mainstream, 1971)
- New Morning (Criss Cross Jazz, 1982)

### Como músico de sesión
Con Geri Allen
- Some Aspects of Water (Storyville, 1996)

Con Tina Brooks
- The Waiting Game (Blue Note, 1961)

Con Gil Evans
- New Bottle Old Wine (World Pacific, 1958)
- Great Jazz Standards (World Pacific, 1959)
- Out of the Cool (Impulse!, 1960)
- The Individualism of Gil Evans (Verve, 1964)
- Blues in Orbit (Enja, 1971)
- Where Flamingos Fly (Artists House, 1971 [1981])
- Bud and Bird (Electric Bird/King, 1986 [1987])
- Farewell (Evidence, 1986 [1992])

Con Booker Ervin
- Booker 'n' Brass (Pacific Jazz, 1967)

Con Astrud Gilberto
- Look to the Rainbow (Verve, 1966)

Con Grant Green
- Am I Blue (Blue Note, 1962)

Con Herbie Hancock
- The Prisoner (Blue Note, 1969)
- Fat Albert Rotunda (Warner Bros., 1969)

Con Charles Mingus
- Charles Mingus Sextet with Eric Dolphy Cornell 1964 (Blue Note, 1964 [2007])
- Town Hall Concert (Fantasy, 1964)
- Revenge! (Revenge, 1964 [1996])
- The Great Concert of Charles Mingus (America, 1964)

Con James Moody
- Flute 'n the Blues (Argo, 1956)
- Moody's Mood for Love (Argo, 1956)
- James Moody (Argo, 1959)
- Great Day (Argo, 1963)
- The Blues and Other Colors (Milestone, 1969)

Con Horace Parlan
- Happy Frame of Mind (Blue Note, 1964 [1998])

Con Duke Pearson
- Hush! (Jazzline, 1962)
- Honeybuns (Atlantic, 1965)
- Prairie Dog (Atlantic, 1966)

Con A. K. Salim
- Stable Mates (Savoy, 1957)
- Afro-Soul/Drum Orgy (Prestige, 1965)